# Demolicious
Albums de Green Day
¡Tré!
(2012) Revolution Radio
(2016)
Demolicious est une compilation de maquettes du groupe punk américain Green Day sortie en 2014. Toutes les chansons sont des maquettes issues des albums ¡Uno!, ¡Dos! et ¡Tré! sauf State of Shock, qui n'avait jamais été publiée, et une version acoustique de Stay the Night.
L'album s'est classé à la 31e place des charts en Italie.

## Liste des chansons
| No  | Titre                     | Durée |
| --- | ------------------------- | ----- |
| 1.  | 99 Revolutions            | 4:06  |
| 2.  | Angel Blue                | 2:55  |
| 3.  | Carpe Diem                | 3:39  |
| 4.  | State of Shock            | 2:28  |
| 5.  | Let Yourself Go           | 3:00  |
| 6.  | Sex, Drugs & Violence     | 3:25  |
| 7.  | Ashley                    | 2:47  |
| 8.  | Fell for You              | 3:12  |
| 9.  | Stay the Night            | 4:40  |
| 10. | Nuclear Family            | 3:03  |
| 11. | Stray Heart               | 3:50  |
| 12. | Rusty James               | 4:15  |
| 13. | A Little Boy Named Train  | 3:57  |
| 14. | Baby Eyes                 | 2:15  |
| 15. | Makeout Party             | 3:12  |
| 16. | Oh Love                   | 5:13  |
| 17. | Missing You               | 3:41  |
| 18. | Stay the Night (acoustic) | 3:09  |